# Hilmar Prange
Hilmar Walter Prange (* 4. August 1944 in Reichenbach/Eulengebirge, Schlesien) ist ein deutscher Neurologe.

## Leben
1962 legte Prange das Abitur an der 1. Erweiterten Oberschule in Rostock ab. Von 1963 bis 1969 studierte er Medizin an der Universität Rostock, worauf er bis 1974 eine nervenärztliche Fachausbildung in Stralsund und Rostock absolvierte. Nach seiner Wohnsitzverlagerung in die BRD 1975 war er zwei Jahre lang Oberarzt und Vertreter des Chefarztes an der neurologischen Klinik des Evangelischen Johanneskrankenhauses Bielefeld. Von 1976 bis 2007 war er Oberarzt der neurologischen Universitätsklinik Göttingen. 1982 habilitierte er mit der Arbeit „Zur Nosologie der Neurosyphilis. Versuch einer Synopsis 35 Jahre nach Einführung des Penicillins“.
Prange ist Professor für Neurologie an der Universitätsklinik Göttingen und war von 1979 bis 2007 Leiter der neurologischen Intensivstation. Bedeutung erlangte er durch seine Studien auf dem Gebiet der Neuroinfektiologie und durch die Etablierung von Labormarkern zur Prognoseabschätzung nach zerebraler Schädigung und nach kardiopulmonaler Reanimation. In klinischen Studien beschäftigte er sich zudem mit den Spätfolgen der Poliomyelitis („Kinderlähmung“). Von ihm wurden zahlreiche Lehrbücher der Neurologischen Infektiologie und Intensivmedizin verfasst, die zu den Standardwerken der Neurologischen Facharztausbildung gehören.
Von 1991 bis 1992 war er Präsident der Deutschen Gesellschaft für Neurologische Intensiv- und Notfallmedizin (ANIM).
Er ist Mitglied der Deutschen Gesellschaft für Neurologie (DGN), DKGN, ANIM, ENS, Deutsche Gesellschaft für Verkehrsmedizin und seit 2006 der Off-Label-Arbeitsgruppe Neurologie beim Bundesinstitut für Arzneimittel und Medizinprodukte.

## Schriften
- Hilmar Prange: Neurosyphilis. VCH, Weinheim 1987, ISBN 3-527-15323-3.
- Klaus Felgenhauer, Manfred Holzgraefe, Hilmar W. Prange (Hrsg.): CNS barriers and modern CSF diagnostics. Centennial of Quincke's lumbar puncture. VCH, Weinheim 1993, ISBN 3-527-15522-8.
- Hilmar Prange: Infektionskrankheiten des ZNS. Chapman and Hall, London 1995, ISBN 3-8261-0066-2.
- Hilmar Prange, Andreas Bitsch (Hrsg.): Bakterielle ZNS-Erkrankungen bei systemischen Infektionen. Steinkopff, Darmstadt 1997, ISBN 3-7985-1108-X.
- Hilmar Prange, Andreas Bitsch (Hrsg.): Infektionserkrankungen des Zentralnervensystems. Pathogenese, Diagnose und Therapie. 2. Auflage. Wissenschaftliche Verlagsgesellschaft, Stuttgart 2001, ISBN 3-8047-1801-9.
- Hilmar Prange, Andreas Bitsch (Hrsg.): Notfallbuch Neurologie. Vom Syndrom zur Therapie. Wissenschaftliche Verlagsgesellschaft, Stuttgart 2002, ISBN 3-8047-1877-9.
- Hilmar Prange, Andreas Bitsch (Hrsg.): Neurologische Intensivmedizin. Praxisleitfaden für neurologische Intensivstationen und Stroke Units. Thieme, Stuttgart 2004, ISBN 3-13-129821-9.